# Joseph Akpala
Joseph Eneojo Akpala (ur. 24 sierpnia 1986 w Dżos) – nigeryjski piłkarz występujący na pozycji napastnika.

## Kariera klubowa
Akpala zawodową karierę zaczynał w nigeryjskim Bendel United. Po jednym sezonie gry w tym klubie trafił w 2004 roku do Bendel Insurance FC. W 2005 roku został królem strzelców Nigerian Premier League. W styczniu 2006 roku podpisał kontrakt z Sportingiem Charleroi. W sezonie 2007/2008 Akpala był najlepszym strzelcem Eerste Klasse. W lipcu 2008 roku Akpala podpisał kontrakt z Club Brugge. W sierpniu 2012 roku został piłkarzem Werderu Brema. W 2013 roku został wypożyczony do Karabüksporu. W 2015 został zawodnikiem KV Oostende. W latach 2018–2019 grał w Al-Faisaly FC, w latach 2019-2020 ponownie w Oostende, a w 2021 w Dinamie Bukareszt.